# Нахов (станция)
Нахов (бел. Нахаў) — железнодорожная станция в посёлке Наховский Калинковичского района Гомельской области Белоруссии. Расположена на однопутной тепловозной линии Гомель — Лунинец — Брест между станциями Василевичи и Голевицы. В границах станции располагаются платформы Кастрычник и Лозки. Станция была открыта в 1886 в составе Полесских железных дорог. Изначально было 4 пути, ныне четвёртый путь разобран.

## Расписание движения
Поезда дальнего следования делают на станции техническую остановку, пассажирское движение осуществляется пригородными поездами, которые связывают Нахов с городами Гомель, Речица, Калинковичи и Хойники.
| Маршрут               | Отправление | Маршрут              | Отправление          |       |
| --------------------- | ----------- | -------------------- | -------------------- | ----- |
| Калинковичи — Гомель  |             | 4:44                 | Гомель — Калинковичи | 20:18 |
| Калинковичи — Хойники | 5:47        | Калинковичи-Гомель   | 14:15                |       |
| Гомель — Калинковичи  | 9:49        |                      |                      |       |
| Калинковичи — Гомель  | 10:45       | Гомель — Калинковичи | 22:49                |       |
| Гомель — Калинковичи  | 11:16       |                      |                      |       |
| Гомель — Калинковичи  | 15:44       | Калинковичи — Гомель | 18:30                |       |